# Temporada 1990-91 de los Golden State Warriors
La temporada 1990-91 fue la cuadragésimo quinta de los Warriors en la NBA, la vigésimo novena en el Área de la Bahía de San Francisco, a donde llegaron procedentes de Filadelfia, y la vigésima en la ciudad de Oakland con la denominación de Golden State Warriors. La temporada regular acabó con 44 victorias y 38 derrotas, acabando en la séptima posición de la Conferencia Oeste, clasificándose para los playoffs en los que cayeron en semifinales de conferencia ante Los Angeles Lakers.

## Elecciones en elDraft
| Ronda | Puesto | Jugador         | Posición  | Nacionalidad   | Universidad |
| ----- | ------ | --------------- | --------- | -------------- | ----------- |
| 1     | 11     | Tyrone Hill     | Ala-Pívot | Estados Unidos | Xavier      |
| 2     | 28     | Les Jepsen      | Pívot     | Estados Unidos | Iowa        |
| 2     | 34     | Kevin Pritchard | Base      | Estados Unidos | Kansas      |

## Temporada regular
| División Pacífico        | División Pacífico | División Pacífico | División Pacífico | División Pacífico | División Pacífico | División Pacífico | División Pacífico | División Pacífico |
| Equipo                   | G                 | P                 | %                 | PD                | Casa              | Fuera             | Div               |                   |
| ------------------------ | ----------------- | ----------------- | ----------------- | ----------------- | ----------------- | ----------------- | ----------------- | ----------------- |
| y-Portland Trail Blazers | 63                | 19                | .768              | —                 | 36–5              | 27–14             | 18-10             |                   |
| x-Los Angeles Lakers     | 58                | 24                | .707              | 5                 | 33–8              | 25-16             | 19-9              |                   |
| x-Phoenix Suns           | 55                | 27                | .671              | 8                 | 32–9              | 23-18             | 17–11             |                   |
| x-Golden State Warriors  | 44                | 38                | .537              | 19                | 30–11             | 14–27             | 13–15             |                   |
| x-Seattle SuperSonics    | 41                | 41                | .500              | 22                | 28-13             | 13–28             | 12-16             |                   |
| Los Angeles Clippers     | 31                | 51                | .378              | 32                | 23–18             | 8-33              | 10-18             |                   |
| Sacramento Kings         | 25                | 57                | .305              | 38                | 24-17             | 1–40              | 9–19              |                   |

## Playoffs

### Primera ronda
San Antonio Spurs vs. Golden State Warriors 
| Fecha       | Partido                                          | Ciudad      |
| ----------- | ------------------------------------------------ | ----------- |
| 25 de abril | San Antonio Spurs 130, Golden State Warriors 121 | San Antonio |
| 27 de abril | San Antonio Spurs 98, Golden State Warriors 111  | San Antonio |
| 1 de mayo   | Golden State Warriors 109, San Antonio Spurs 106 | Oakland     |
| 3 de mayo   | Golden State Warriors 110, San Antonio Spurs 97  | Oakland     |
|             | Golden State Warriors gana las series 3-1        |             |

### Semifinales de Conferencia
Los Angeles Lakers vs. Golden State Warriors 
| Fecha      | Partido                                           | Ciudad      |
| ---------- | ------------------------------------------------- | ----------- |
| 5 de mayo  | Los Angeles Lakers 126, Golden State Warriors 116 | Los Ángeles |
| 8 de mayo  | Los Angeles Lakers 124, Golden State Warriors 125 | Los Ángeles |
| 10 de mayo | Golden State Warriors 112, Los Angeles Lakers 115 | Oakland     |
| 12 de mayo | Golden State Warriors 107, Los Angeles Lakers 123 | Oakland     |
| 14 de mayo | Los Angeles Lakers 124, Golden State Warriors 119 | Los Ángeles |
|            | Los Angeles Lakers gana las series 4-1            |             |

## Estadísticas

### Temporada regular
| Rk | Jugador              | Edad | P  | PT | MP   | TC  | TCI  | %TC  | T3  | T3I | %T3  | TL  | TLI | %TL  | RO  | RD  | RT  | AS  | RB  | TAP | BP  | FP  | PTS  |
| -- | -------------------- | ---- | -- | -- | ---- | --- | ---- | ---- | --- | --- | ---- | --- | --- | ---- | --- | --- | --- | --- | --- | --- | --- | --- | ---- |
| 1  | Chris Mullin         | 27   | 82 | 82 | 40.4 | 9.5 | 17.7 | .536 | 0.5 | 1.6 | .301 | 6.3 | 7.1 | .884 | 1.7 | 3.7 | 5.4 | 4.0 | 2.1 | 0.8 | 3.0 | 2.1 | 25.7 |
| 2  | Mitch Richmond       | 25   | 77 | 77 | 39.3 | 9.1 | 18.5 | .494 | 0.5 | 1.5 | .348 | 5.1 | 6.0 | .847 | 1.9 | 4.0 | 5.9 | 3.1 | 1.6 | 0.4 | 3.0 | 2.7 | 23.9 |
| 3  | Tim Hardaway         | 24   | 82 | 82 | 39.2 | 9.0 | 18.9 | .476 | 1.2 | 3.1 | .385 | 3.7 | 4.6 | .803 | 1.1 | 3.0 | 4.0 | 9.7 | 2.6 | 0.1 | 3.3 | 2.8 | 22.9 |
| 4  | Rod Higgins          | 31   | 82 | 9  | 24.7 | 3.2 | 6.8  | .463 | 0.9 | 2.7 | .332 | 2.3 | 2.8 | .819 | 1.3 | 3.0 | 4.3 | 1.4 | 0.6 | 0.5 | 0.8 | 2.4 | 9.5  |
| 5  | Tom Tolbert          | 25   | 62 | 32 | 22.1 | 3.0 | 7.0  | .423 | 0.1 | 0.3 | .333 | 2.0 | 2.8 | .738 | 1.4 | 3.0 | 4.4 | 1.2 | 0.6 | 0.6 | 1.3 | 3.1 | 8.1  |
| 6  | Mario Elie           | 27   | 30 | 0  | 20.8 | 2.6 | 5.1  | .507 | 0.1 | 0.3 | .375 | 2.5 | 2.9 | .851 | 1.5 | 2.1 | 3.6 | 1.5 | 0.6 | 0.3 | 0.9 | 2.8 | 7.7  |
| 7  | Alton Lister         | 32   | 77 | 65 | 20.2 | 2.4 | 5.1  | .478 | 0.0 | 0.0 | .000 | 1.5 | 2.6 | .569 | 1.6 | 4.7 | 6.3 | 1.2 | 0.3 | 1.2 | 1.4 | 3.7 | 6.4  |
| 8  | Šarūnas Marčiulionis | 26   | 50 | 10 | 19.7 | 3.7 | 7.3  | .501 | 0.0 | 0.1 | .167 | 3.6 | 4.9 | .724 | 1.0 | 1.3 | 2.4 | 1.7 | 1.2 | 0.1 | 1.5 | 2.7 | 10.9 |
| 9  | Tyrone Hill          | 22   | 74 | 22 | 16.1 | 2.0 | 4.0  | .492 | 0.0 | 0.0 |      | 1.3 | 2.1 | .632 | 2.1 | 3.1 | 5.2 | 0.3 | 0.4 | 0.4 | 1.0 | 3.6 | 5.3  |
| 10 | Jim Petersen         | 28   | 62 | 21 | 13.5 | 1.8 | 3.8  | .483 | 0.0 | 0.1 | .250 | 0.8 | 1.2 | .658 | 1.1 | 2.1 | 3.2 | 0.4 | 0.2 | 0.7 | 0.8 | 2.5 | 4.5  |
| 11 | Kevin Pritchard      | 23   | 62 | 1  | 12.5 | 1.4 | 3.7  | .384 | 0.1 | 0.5 | .161 | 1.0 | 1.2 | .805 | 0.3 | 0.8 | 1.0 | 1.3 | 0.5 | 0.1 | 1.0 | 1.7 | 3.9  |
| 12 | Vincent Askew        | 24   | 7  | 0  | 12.1 | 1.7 | 3.6  | .480 | 0.0 | 0.0 |      | 1.3 | 1.6 | .818 | 1.0 | 0.6 | 1.6 | 1.9 | 0.3 | 0.0 | 0.9 | 3.0 | 4.7  |
| 13 | Steve Johnson        | 33   | 24 | 8  | 9.5  | 1.4 | 2.6  | .540 | 0.0 | 0.0 |      | 0.9 | 1.5 | .595 | 0.8 | 1.6 | 2.4 | 0.7 | 0.2 | 0.2 | 1.0 | 2.1 | 3.8  |
| 14 | Paul Mokeski         | 34   | 36 | 1  | 7.1  | 0.6 | 1.6  | .356 | 0.1 | 0.3 | .333 | 0.3 | 0.4 | .800 | 0.6 | 1.3 | 1.9 | 0.3 | 0.2 | 0.1 | 0.2 | 1.6 | 1.6  |
| 15 | Larry Robinson       | 23   | 24 | 0  | 7.1  | 1.0 | 2.5  | .407 | 0.0 | 0.0 |      | 0.3 | 0.6 | .533 | 0.6 | 0.3 | 1.0 | 0.5 | 0.4 | 0.0 | 0.7 | 1.0 | 2.3  |
| 16 | Les Jepsen           | 23   | 21 | 0  | 5.0  | 0.5 | 1.7  | .306 | 0.0 | 0.0 | .000 | 0.3 | 0.4 | .667 | 0.8 | 1.0 | 1.8 | 0.0 | 0.0 | 0.1 | 0.1 | 0.8 | 1.3  |
| 17 | Mike Smrek           | 28   | 5  | 0  | 5.0  | 1.2 | 2.2  | .545 | 0.0 | 0.0 |      | 0.4 | 0.8 | .500 | 0.6 | 0.8 | 1.4 | 0.2 | 0.4 | 0.0 | 0.4 | 1.8 | 2.8  |
| 18 | Bart Kofoed          | 26   | 5  | 0  | 4.2  | 0.0 | 0.6  | .000 | 0.0 | 0.0 |      | 0.6 | 1.2 | .500 | 0.4 | 0.2 | 0.6 | 0.8 | 0.0 | 0.0 | 0.4 | 0.8 | 0.6  |

### Playoffs
| Rk | Jugador              | Edad | P | PT | MP   | TC   | TCI  | %TC   | T3  | T3I | %T3   | TL  | TLI | %TL  | RO  | RD  | RT  | AS   | RB  | TAP | BP  | FP  | PTS  |
| -- | -------------------- | ---- | - | -- | ---- | ---- | ---- | ----- | --- | --- | ----- | --- | --- | ---- | --- | --- | --- | ---- | --- | --- | --- | --- | ---- |
| 1  | Chris Mullin         | 27   | 8 | 8  | 45.8 | 8.6  | 16.4 | .527  | 1.1 | 1.6 | .692  | 5.4 | 6.3 | .860 | 1.1 | 6.1 | 7.3 | 2.9  | 1.9 | 1.5 | 3.1 | 2.9 | 23.8 |
| 2  | Tim Hardaway         | 24   | 9 | 9  | 44.0 | 10.0 | 20.6 | .486  | 1.9 | 5.3 | .354  | 3.3 | 4.2 | .789 | 0.6 | 3.1 | 3.7 | 11.2 | 3.1 | 0.8 | 2.8 | 2.4 | 25.2 |
| 3  | Mitch Richmond       | 25   | 9 | 9  | 41.3 | 9.4  | 18.8 | .503  | 0.9 | 2.7 | .333  | 2.6 | 2.7 | .958 | 1.1 | 4.1 | 5.2 | 2.4  | 0.6 | 0.7 | 1.9 | 3.1 | 22.3 |
| 4  | Rod Higgins          | 31   | 9 | 3  | 23.8 | 2.9  | 6.8  | .426  | 0.9 | 2.9 | .308  | 2.6 | 3.1 | .821 | 1.0 | 2.2 | 3.2 | 2.0  | 0.2 | 0.9 | 0.8 | 3.1 | 9.2  |
| 5  | Šarūnas Marčiulionis | 26   | 9 | 0  | 22.9 | 4.7  | 9.3  | .500  | 0.0 | 0.1 | .000  | 3.9 | 4.3 | .897 | 0.9 | 1.7 | 2.6 | 3.0  | 1.2 | 0.1 | 1.6 | 2.3 | 13.2 |
| 6  | Mario Elie           | 27   | 9 | 7  | 21.9 | 3.1  | 6.2  | .500  | 0.1 | 0.1 | 1.000 | 3.0 | 3.6 | .844 | 1.9 | 1.7 | 3.6 | 1.4  | 0.6 | 0.1 | 1.1 | 3.6 | 9.3  |
| 7  | Jim Petersen         | 28   | 9 | 4  | 13.0 | 1.3  | 1.9  | .706  | 0.0 | 0.0 |       | 0.6 | 0.9 | .625 | 0.4 | 2.6 | 3.0 | 0.3  | 0.2 | 0.4 | 0.2 | 3.9 | 3.2  |
| 8  | Tom Tolbert          | 25   | 9 | 0  | 12.9 | 1.6  | 3.7  | .424  | 0.1 | 0.3 | .333  | 0.3 | 1.2 | .273 | 0.0 | 2.0 | 2.0 | 0.9  | 0.3 | 0.4 | 0.4 | 3.2 | 3.6  |
| 9  | Alton Lister         | 32   | 6 | 5  | 12.0 | 2.0  | 4.2  | .480  | 0.0 | 0.0 |       | 0.3 | 0.8 | .400 | 1.2 | 3.5 | 4.7 | 0.3  | 0.0 | 1.2 | 1.3 | 2.5 | 4.3  |
| 10 | Tyrone Hill          | 22   | 9 | 0  | 8.9  | 1.0  | 1.6  | .643  | 0.0 | 0.1 | .000  | 0.4 | 0.7 | .667 | 0.8 | 1.8 | 2.6 | 0.2  | 0.3 | 0.4 | 0.2 | 2.8 | 2.4  |
| 11 | Vincent Askew        | 24   | 6 | 0  | 6.8  | 1.0  | 2.5  | .400  | 0.0 | 0.0 |       | 0.5 | 1.0 | .500 | 0.8 | 1.0 | 1.8 | 0.3  | 0.3 | 0.0 | 0.0 | 1.0 | 2.5  |
| 12 | Paul Mokeski         | 34   | 3 | 0  | 2.7  | 0.3  | 0.3  | 1.000 | 0.0 | 0.0 |       | 0.0 | 0.0 |      | 0.0 | 0.7 | 0.7 | 0.3  | 0.3 | 0.0 | 0.3 | 1.3 | 0.7  |

## Galardones y récords
| Jugador      | Galardón                              |
| Chris Mullin | 2.º Mejor quinteto de la NBA All-Star |
| Tim Hardaway | All-Star                              |